# Pogonomyrmex longibarbis
Pogonomyrmex longibarbis är en myrart som beskrevs av José María Alfono Félix Gallardo 1931. Pogonomyrmex longibarbis ingår i släktet Pogonomyrmex och familjen myror.

## Underarter
Arten delas in i följande underarter:
- P. l. andinus
- P. l. longibarbis